# آنیتا اودی
آنیتا اودی (به انگلیسی: Anita O'Day) ‏(۱۸ اکتبر ۱۹۱۹ – ۲۳ نوامبر ۲۰۰۶) خواننده جاز آمریکایی بود. او به خاطر مهارت و سبک ویژه خود در بداهه‌خوانی در عرصه ریتم و ملودی از پیشگامان سبک بی‌باپ شناخته می‌شود.

## زندگی
نام اصلی او آنیتا بل کالتن بود و بعدها نام خانوادگی «اودی» را برای خود انتخاب کرد که به لاتین عامیانه به معنی پول است. او در شیکاگو، ایلینوی به دنیا آمد. پدر و مادرش از یکدیگر جدا شده بودند و او از کودکی در پی استقلال مالی و ایستادن بر پای خود بود. از چهارده‌سالگی به رقص در سالن‌های رقص استقامت پرداخت و گاه آواز هم می‌خواند. در ۱۹۳۶ تصمیم گرفت خواننده حرفه‌ای شود و در برخی باشگاه‌های شبانه شیکاگو به خواندن پرداخت. در ۱۹۴۱ به دعوت جین کروپا به گروه جاز او پیوست و صفحه‌های زیادی با این گروه ضبط کرد. پس از جین کروپا، او مدتی با وودی هرمن و استن کنتن همکاری کرد. یک اجرای موفق هم با ارکستر کانت بیسی در نیویورک داشت. اما آنچه که نام او را در تاریخ جاز ماندگار کرد صفحه‌هایی است که با ارکستر نورمن گرنتز برای بنگاه صفحه‌پرکنی ورو ضبط کرد.